# Aligia turbinata
Aligia turbinata är en insektsart som beskrevs av Ball 1931. Aligia turbinata ingår i släktet Aligia och familjen dvärgstritar. Inga underarter finns listade i Catalogue of Life.